# Hyperöstrogenism
Hyperöstrogenism är ett tillstånd av för höga värden östrogen, vilket kan drabba både kvinnor och män.
Hyperöstrogenism kan antingen orsakas endogent eller av läkemedel, till exempel p-piller eller dopingpreparat. Kroppsliga sjukdomar som kan leda till tillståndet är överaktiva könskörtlar, fetma, 5 alfa-reduktas brist, för höga värden aromatas, med mera. Det finns också en mycket ovanlig, ärftlig sjukdom som leder till tillståndet hos båda könen.
Studier på mösshonor har visat att hyperöstrogenism kan leda till fosterdöd. Kvinnor med för höga värden östrogen kan drabbas av gigantomasti, för tidig pubertet, menstruationsstörningar, förstorad livmoder, och hyperplasi av endometriet.
Män med hyperöstrogenism kan få gynekomasti, hypogonadism, och, om tillståndet uppstår före vuxen ålder, kortvuxenhet.
Östrogen hämmar bildningen av somatomediner (IGF) av tillväxthormon. Vid djurförsök har hyperöstrogenism hos honor därtill visat minskade mängder orexin A i flera delar av hjärnan.
Tillståndet behandlas med aromatashämmare.